# Аполинарије Лаодикијски
Аполинарије Лаодикијски (око 310 — око 390) је био хришћански богослов и епископ из Лаодикије у Сирији.
Он је, заједно са својим оцем, Аполинаријем Старијим, приређивао Стари завет у облику хомерске и пиндарске поезије, а Нови завет у виду Платоновских дијалога, када је цар Јулијан забранио хришћанима да уче класике. Написао је подробно оповргавање Порфиријевог трактата против хришћана. Сматра се једним од најученијих богослова свога времена. Био је пријатељ Светог Атанасија Великог (293—373) и бранилац никејског учења.
У учењу о Светој Тројици је одбацио савелијанство и тробоштво. Најпознатији је по своме жестоком противљењу аријанизму, који је порицао божанство Исуса, што је Аполинарија одвело његовом обожењу, односно порицању човечијег ума (односно рационалне људске душе; гр: νους нус) у Христу. Аполинарије сматра да Христос није једносуштан људима по разуму, јер је поседовао божији, а не људски ум. Христос је различит, али „сличан“ људима, јер је примио људско тело и душу, са изузетком човјечијег ума, којег је заменио Божански логос.
Аполинарије је сматрао да ова једносушност Бога и Христа не повлачи нужно потпуно јединство једносушних, јер и људи су по својој суштини „једно и исто“, али тиме они ништа мање нису и различити. А Божије тројединство је још недостижније. Ипак, његово учење је извршило велики утицај на монофизитске богослове, па га неки сматрају оснивачем монофизитства. Позната је његова христолошка формула коју је упторебио у свом писму Јовијану: „Једна природа Бога Логоса Оваплоћена" (μία φύσις του Θεού λόγου σεσαρκωμένη). Ова формула ће одиграти веома важну улогу у христолошким споровима у V веку, а нарочито у Христологији Светог Кирила Александријског (око 376 - 444).
Црква није прихватила ово учење јер су импликације радикалне — ако Христос није имао ни разумну душу (или ум) ни вољу, то би значило да није био ни стварни човек. Правоверно црквено учење гласи да је оваплоћењем Христос примио људску природу у њеној целини, укључујући и разумну душу и вољу, тако да је Аполинаријево учење, названо аполинаризам, проглашено за јерес. Аполинаријева јерес је осуђена на Другом Васељенском сабору 381. године у Цариграду.